# (55223) Akiraifukube
(55223) Akiraifukube est un astéroïde de la ceinture principale.

## Description
(55223) Akiraifukube est un astéroïde de la ceinture principale. Il fut découvert le 12 septembre 2001 à l'observatoire Goodricke-Pigott par Roy A. Tucker. Il présente une orbite caractérisée par un demi-grand axe de 2,59 UA, une excentricité de 0,15 et une inclinaison de 3,5° par rapport à l'écliptique.